# Tyrrell 015
A Tyrrell 015 egy Formula–1-es versenyautó, amelyet a Tyrrell csapat tervezett az 1986-os Formula–1 világbajnokságra. Pilótái Martin Brundle és Philippe Streiff voltak.

## Áttekintés
A csapat autóit, második és egyben utolsó éve hajtották a Renault turbómotorjai. A 015-ös az előző évben használt 014-es átalakításával készült, de mivel még nem volt készen az idény elején, ezért ekkor még az elődöt használták.
A 015-ös Monacóban mutatkozott be először, és a három Renault-motoros csapat közül ez volt a leglassabb. Ennek oka részben az volt, hogy a Lotus kapta a legjobb motorokat és a versenyzőpárosa is jobb volt, a Ligier pedig már 1984 óta használhatta ezeket. A motorgyárral egyébként sem volt túl jó a Tyrrell kapcsolata, miután még a hetvenes években meghiúsult köztük egy megállapodás, ami miatt a Renault létre kellett hogy hozza a saját gyári csapatát.
A csapat legjobb eredménye egy negyedik hely volt, melyet Brundle a szezonzáró ausztrál nagydíjon ért el, és épp akkor fogyott ki az üzemanyaga, amikor átszelte a célvonalat. Ironikus módon csapattársa állt az utolsó előtti körig ezen a helyen, csak neki egy körrel hamarabb fogyott el. a benzin (még így is ötödikként rangsorolták). A legjobb rajthely egy tizedik volt, ezt is Brundle érte el Monacóban.
A francia nagydíjon botrányos közjáték szereplője volt: a boxutcába kiálló Streiff autója lángra kapott, és bár közvetlenül a boxutcafal mellett történt az eset, mégis több mint egy percre volt szükség ahhoz, hogy végül egy tűzoltóautó menjen a helyszínre. Ez viszont elég idő volt ahhoz, hogy a kasztni teljesen kiégjen.

## Eredmények
(félkövérrel jelölve a pole pozíció)
| Év   | Csapat                    | Motor                | Gumik | Pilóták          | 1   | 2   | 3   | 4   | 5   | 6   | 7   | 8   | 9   | 10  | 11  | 12  | 13  | 14  | 15  | 16  | Pontok | Helyezés |
| ---- | ------------------------- | -------------------- | ----- | ---------------- | --- | --- | --- | --- | --- | --- | --- | --- | --- | --- | --- | --- | --- | --- | --- | --- | ------ | -------- |
| 1986 | Data General Team Tyrrell | Renault Gordini EF15 | G     |                  | BRA | ESP | SMR | MON | BEL | CAN | DET | FRA | GBR | GER | HUN | AUT | ITA | EUR | MEX | AUS | 11*    | 7.       |
| 1986 | Data General Team Tyrrell | Renault Gordini EF15 | G     | Martin Brundle   |     |     |     | KI  | KI  | 9   | KI  | 10  | 5   | KI  | 6   | KI  | 10  | KI  | 11  | 4   | 11*    | 7.       |
| 1986 | Data General Team Tyrrell | Renault Gordini EF15 | G     | Philippe Streiff |     |     |     | 11  | 12  |     |     | KI  | 6   | KI  | 8   | KI  | 9   | KI  | KI  | 5   | 11*    | 7.       |

* 2 pontot szereztek a 014-essel